# Joanna Jasińska
Joanna Jasińska lub Joanna Jasińska-Koronkiewicz (ur. 18 stycznia 1980) – polska reżyserka, scenografka i operatorka filmów animowanych, plastyczka, adiunkt Szkoły Filmowej w Łodzi.

## Życiorys

### Wykształcenie
Ukończyła z wynikiem celującym Wydział Operatorski i Realizacji Telewizyjnej Szkoły Filmowej w Łodzi na kierunku Animacja. Obecnie pracuje na tej uczelni jako adiunkt w katedrze Filmu animowanego i efektów specjalnych. Jej praca doktorska koncentrowała się nad zagadnieniem filmów animowanych do utworów muzycznych.

### Praca zawodowa
Joanna Jasińska realizuje głównie autorskie filmy animowane w technice malarskiej bezpośrednio pod kamerą. Motywem przewodnim jej twórczości jest wzajemne przenikanie się świata realnego i wyobrażonego.
Od 2004 roku współpracuje z TV Studiem Filmów Animowanych w Poznaniu. Była trzykrotnie nagrodzona na Ogólnopolskim Festiwalu Autorskich Filmów Animowanych OFAFA, za filmy Mileńka (2001), Dunia. Tam i z powrotem (2004) i Len (2005).
Ekspert Polskiego Instytutu Sztuki Filmowej w roku 2014 i 2015.
Jest jedną z bohaterek książki Jerzego Armaty Anima. Mistrzowie polskiej animacji (wyd. EGoFILM, Warszawa 2025).

## Filmografia
- 1998: e-barany
- 1999: Tabun
- 2000: Cello
- 2001: Mileńka
- 2003: Dunia – tam i z powrotem
- 2005: Prząśniczka
- 2005: Len
- 2006: Dies irae
- 2007: Kostka zagadki w cyklu Miś Fantazy
- 2008: Złota jabłoń w cyklu Baśnie i bajki polskie